# Élimination de β-hydrure
L'élimination de β-hydrure est une réaction organique dans laquelle un groupe alkyle lié à un centre métallique se convertit en hydrure métallique et alcène correspondants. Pour cela, l'alkyle doit comporter au moins un atome d'hydrogène sur le carbone en β de la liaison métallique, qui sera donc éliminé. De même, le complexe métallique doit avoir un site cis par rapport au groupe alkyle vacant pour que la réaction ait lieu.
Cette réaction peut aussi bien être une étape essentielle d'un processus plus large qu'une réaction parasite. Le Shell higher olefin process (en) (SHOP – procédé de production d'oléfines supérieures de Shell) repose sur l'élimination de β-hydrure pour produire des  α-oléfines utilisées ensuite pour produire des détergents. La production de polymères ramifiés à partir de l'éthylène repose sur le chain walking (en), dont une étape-clé est une élimination de β-hydrure.
A contrario, le côté parasitaire peut s'illustrer dans la polymérisation de Ziegler-Natta où l'élimination de β-hydrure vient limiter la taille des polymères. De même, dans le cas de réactions de couplage d'halogénures d'aryle avec des réactifs de Grignard catalysées au nickel et au palladium, l'élimination de β-hydrure peut réduire le rendement.

## Éviter l'élimination de β-hydrure
Il existe plusieurs stratégies pour empêcher une élimination de β-hydrure de se produire. La plus commune est d'utiliser un ligand alkyle qui ne possède pas d'hydrogène β, par exemple méthyle ou néopentyle. L'élimination de β-hydrure peut aussi être inhibée dans le cas où elle produirait un alcène contraint (en). Cette situation est illustrée par la stabilité des complexes métalliques contenant des ligands norbornyle, où l'éventuel produit d'une élimination de β-hydrure violerait la règle de Bredt.
Des ligands alkyles volumineux, tels que le tert-butyle ou le triméthylsilyle, peuvent empêcher l'atome d'hydrogène de s'approcher d'une position coplanaire avec le métal et les atomes α et β. De même, si le centre métallique n'a pas de site vacant, par exemple dans le cas d'un complexe déjà en configuration à 18 electrons, l'élimination de β-hydrure est impossible.
Dans certains cas, les co-ligands peuvent imposer des géométries qui inhibent l'élimination de β-hydrure. Une façon de le faire est d'utiliser un ligand trans-couvrant (en) tel que le xantphos. Comme ces complexe métalliques tendent à adopter une géométrie plane carrée, aucun site vacant cis au groupe alkyle ne peut se former, empêchant ainsi l'élimination.